# Balm bei Günsberg
Balm bei Günsberg (toponimo tedesco) è un comune svizzero di 202 abitanti del Canton Soletta, nel distretto di Lebern.